# Anas Seko
Anas Seko est un activiste écologiste béninois, né le 23 novembre 1996. Il est le précurseur du mouvement "Pression écologique" au Bénin et du concept "Mon anniversaire, Ma patrie". Son engagement dans la lutte pour la préservation de l'environnement lui vaut des récompenses. 

## Biographie

### Enfance et études
Anas Seko nait le 23 novembre 1996 au Bénin. Après l’obtention de son baccalauréat en 2015, il poursuit des études de sociologie à l’Université d'Abomey Calavi,.

### Engagements sociaux
Anas Seko est membre de plusieurs associations et occupe le poste de directeur exécutif de l’association Excellence For Africa. Engagé dans la lutte contre la dégradation de l’environnement, il mène de nombreuses actions touchant toutes les couches de la société. 
Anas Seko est membre de plusieurs associations et directeur exécutif de l'association Excellence For Africa. Engagé dans la lutte contre la dégradation de l'environnement, il mène de nombreuses actions dans ce sens et ses combats touchent toutes les couches sociales. 

« La préservation de l'environnement n'est pas une question de penchant ou de goût personnel, c'est une question de vitalité qui concerne absolument tout le monde. 
Que vous soyez maçon, docteur, restaurateur, vous devez préserver l'environnement, car sans les plantes, les animaux, les milieux naturels, il n'y a pas de vie sur Terre, il n'y a pas de vie humaine. »

— Anas Seko
Anas Seko organise régulièrement des évènements pour le ramassage collectif d'ordures. Il est également l'initiateur de multiples stratégies et campagnes de communication environnementale pour sensibiliser la population, en particulier la jeunesse sur les thématiques vertes. Parmi ceux-ci figurent la campagne de salubrité « tous en veste », la campagne « Être Frais C’est Aussi Préserver Son environnement ». Aussi, en novembre 2021, pour son anniversaire et suivant le concept «Mon anniversaire Ma patrie » dont il est l'initiateur, Anas Seko organise l'évènement  «Nique pas ta Mer » où il mobilise la jeunesse contre la pollution maritime. 
Anas Seko est également photographe engagé. Il utilise ses images au cœur de ses campagnes sur les réseaux sociaux pour sensibiliser et inciter la population à se mobiliser contre l’insalubrité. 
Sossoukpe Ghislain et Gueli Ulrich réalisent un film documentant les actions d’Anas Seko et de ses collaborateurs. Intitulé « SOS Embarcadère », le film est nommé en 2021 lors de la deuxième édition du Festival « Film Santé pour tous » organisé par l’OMS, dans la catégorie « Meilleure santé et bien-être ».

## Distinctions
- Prix Spécial Activiste Environnement, 2020[4]
- Prix de l’Écocitoyen aux Écolo Awards, 2021[9]